# Techland

Früheres Techland-Logo

Techland Sp. z o. o. ist ein polnischer Spieleentwickler und Publisher. Er wurde 1991 von Paweł Marchewka gegründet und ist unter anderem für die Entwicklung der Ego-Shooter-Reihen Call of Juarez, Dead Island und Dying Light bekannt. Das Unternehmen hat Büros in Wrocław, Warschau und Ostrów Wielkopolski.

## Geschichte
Techland wurde 1991 von Paweł Marchewka als Unternehmen zur Lokalisierung von Software gegründet. Die ersten Einnahmen kamen aus Lokalisierungsdienstleistungen und dem Verkauf von Sprach- und Lernprogrammen. Um die Jahreswende 1993/94 begann Techland erstmals mit der Entwicklung eigener Spielesoftware, zunächst jedoch überwiegend schlichter Rätsel-, Gesellschafts- oder Lernspiele. Die erste größere Eigenproduktion wurde das 2000 veröffentlichte Crime Cities. Für Chrome schuf das Unternehmen dann erstmals eine eigene Engine als solide Basis für spätere Entwicklungen und das Spiel verkaufte sich 800.000 Mal. Mit den für Ubisoft entwickelten Western-Shootern Call of Juarez und Call of Juarez: Bound in Blood erreichte Techland schließlich Verkaufszahlen von einer Million bzw. 1,5 Millionen verkauften Exemplaren. Der große Durchbruch gelang schließlich 2011 mit dem Zombie-Shooter Dead Island. Für seinen Trailer zu Dead Island erhielt das Studio eine Goldauszeichnung auf dem Cannes Lions International Festival of Creativity. Das Spiel verkaufte sich bis 2013 mehr als fünf Millionen Mal.
2013 gründete Techland mit Digital Scapes Studios ein Tochterunternehmen im kanadischen Vancouver. Im Juli 2023 übernahm der chinesische Medienkonzern Tencent die Mehrheitsanteile an Techland.

## Veröffentlichungen

### Eigenproduktionen
- 2000: Crime Cities (Publisher: Eon Digital Entertainment)
- 2001: Speedway Championships| (Publisher: Techland)
- 2001: Pet Racer (Publisher: Koch Media)
- 2001: Pet Soccer (Publisher: Koch Media)
- 2002: FIM Speedway Grand Prix (Publisher: Techland)
- 2003: Chrome (Publisher: Deep Silver/Gathering)
- 2004: Xpand Rally (Publisher: Deep Silver)
- 2005: Chrome SpecForce (Publisher: TopWare Interactive)
- 2006: GTI Racing (Publisher: Deep Silver)
- 2006: Crazy Soccer Mundial (Publisher: Magnussoft)
- 2006: FIM Speedway Grand Prix 2 (Publisher: Rondomedia)
- 2006: Xpand Rally Xtreme (Publisher: TopWare Interactive)
- 2006: Call of Juarez (Publisher: Ubisoft)
- 2008: FIM Speedway Grand Prix 3 (Publisher: Rondomedia u. a.)
- 2008: Nikita: Tajemnica Skarbu Pirat (Publisher: Techland)
- 2009: Speedway Liga (Publisher: Techland)
- 2009: Call of Juarez: Bound in Blood (Publisher: Ubisoft)
- 2010: Nail’d (Publisher: Deep Silver)
- 2011: FIM Speedway Grand Prix 4 (Publisher: Excalibur)
- 2011: Call of Juarez: The Cartel (Publisher: Ubisoft)
- 2011: Dead Island (Publisher: Deep Silver)
- 2012: Mad Riders (Publisher: Ubisoft)
- 2013: Dead Island: Riptide (Publisher: Deep Silver)
- 2013: Call of Juarez: Gunslinger (Publisher: Ubisoft)
- 2015: Dying Light (Publisher: Warner Bros. Interactive), indiziert[8]
- 2022: Dying Light 2 (Publisher: Techland Publishing)

### Fremdproduktionen
- 2017: Torment: Tides of Numenera (Entwickler: inXile Entertainment)
- 2018: Pure Farming 2018 (Entwickler: Ice Flames)
- 2018: God’s Trigger (Entwickler: One More Level)